# Cap Martin
Cap Martin este o arie protejată (sit de importanță comunitară — SCI) din Franța întinsă pe o suprafață de 1.924,45 ha, integral pe uscat.

## Localizare
Centrul sitului Cap Martin este situat la coordonatele 43°45′47″N 7°30′33″E / 43.76306°N 7.50917°E.

## Înființare
Situl Cap Martin a fost declarat arie specială de conservare în baza directivei 92/43 din 1992 referitoare la conservarea habitatelor naturale și a faunei și florei sălbatice pentru a proteja 2 specii de animale.

## Biodiversitate
Situată în ecoregiunea mediteraneană, aria protejată conține 7 habitate naturale: Bancuri de nisip acoperite în permanență slab de apă marină, Recifuri, Terase mlăștinoase și terase nisipoase neacoperite de apă la reflux, Vegetație anuală la limita mareei, Straturi cu Posidonia (Posidonion oceanicae), Peșteri marine scufundate complet sau parțial, Golfuri mici largi și golfuri puțin adânci.
La baza desemnării sitului se află mai multe specii protejate:
- mamifere (1): delfin mare (Tursiops truncatus)
- reptile (1): Caretta caretta

Pe lângă speciile protejate, pe teritoriul sitului au mai fost identificate 10 specii de nevertebrate, 2 specii de pești.